# Glenoleon mcalpinei
Glenoleon mcalpinei är en insektsart som beskrevs av Tim R. New 1985. Glenoleon mcalpinei ingår i släktet Glenoleon och familjen myrlejonsländor. Inga underarter finns listade i Catalogue of Life.